# China National Building Material
China National Building Material Co., Ltd. o CNBM és una empresa que cotitza en borsa, participa en productes de ciment, materials de construcció lleugers, productes de fibra de vidre i plàstics reforçats amb fibra i empreses de serveis d'enginyeria.
El CNBM és actualment el major productor de ciment i guix de la Xina. També és el major productor de fibra de vidre d'Àsia.
CNBM va ser inclòs en la Borsa de Hong Kong en virtut d'una OPV del 23 de març de 2006.
CNBM es va unir a l'Índex de les empreses xineses Hang Seng a partir del 10 de març de 2008.
A l'octubre de 2013, CNBM va signar un acord amb Qatari Investors Group per ampliar la planta de ciment Al Khaliji. Al Khaliji, filial de Qatari Investors Group, té previst doblar el clinker i la capacitat de producció a la planta a 12.000tpd i 14.000tpd, respectivament. FLSmidth subministrarà equips i maquinària per a l'expansió de 190 milions de dòlars EUA.
El 2013, CNBM adquireix el fabricant xinès de mòduls solars Jetion Solar.
El 2014, CNBM adquireix el fabricant alemany de pel·lícules primes Avancis.
A mitjan 2014, CNBM va assumir tots els riscos i beneficis per a 10 centrals solars d'Ucraïna: Voskhod Solar, Neptun Solar, Franko Solar, Franko PV, Dunayskaya SES-1, Dunayskaya SES-2, Priozernaya-1, Priozernaya-2, Limanskaya Energy-1 i Limanskaya Energy-2.
El 2015, CNBM va començar a treballar en una nova fàbrica de CIGS de 1,5 GW a Bengbu, província d'Anhui, Xina, en el que promet convertir-se en una de les instal·lacions de fabricació de CIGS més grans del país.
El 2016, els desenvolupadors solars del Regne Unit WElink Energy i British Solar Renewables (BSR) van signar un acord de 1.100 milions de lliures esterlines amb el CNBM per desenvolupar projectes d'energia solar i habitatges de carboni zero al Regne Unit.
La companyia matriu de China National Building Material és el grup nacional de materials de construcció de la Xina (establert el 1984), és una empresa estatal administrada per la Comissió Estatal de Supervisió i Administració d'Actius del Consell d'Estat .